# 왕북초등학교
왕북초등학교는 대한민국 전북특별자치도 익산시에 있는 공립 초등학교이다.

## 학교 연혁
- 1946.10.01 왕북국민학교 용남분교장 설립 인가
- 1949.09.01 왕북국민학교 설립 인가(개교)
- 2015.02.13 제66회 졸업(총3.324명)
- 2015.03.01 제30대 이재생 교장선생님 부임

## 참고 자료
- 왕북초등학교 - 한국교육학술정보원 학교알리미